# Jørgen Steen Nielsen (sportsjournalist)
 For alternative betydninger, se Jørgen Steen Nielsen. (Se også artikler, som begynder med Jørgen Steen Nielsen)
Jørgen Steen Nielsen (4. juni 1947 Kerteminde – 14. november 2012 Odense) var en dansk sportsjournalist og programplanchef der bl.a. havde sit virke på DR's og TV 2's sportsredaktioner. I offentligheden var han først og fremmest kendt som sportsvært -og oplæser i perioden 1977-1987 på Danmarks Radios fjernsynskanal, herunder som vært på Sportslørdag.
Jørgen Steen Nielsen blev født i Kerteminde, men voksede op i nabobyen Nyborg. Efter at have arbejdet som journalist i bl.a. Odense, Hillerød, Nakskov samt København og uddannet sig på Danmarks Journalisthøjskole i 1970, kom han til DR i 1972 og videre ind på DR's sportsredaktion i 1977. I perioden 1987-1994 arbejdede han på TV2, først som sportschef senere som programchef. Fra 1994 til 1998 var han ansat på TV3 som programdirektør, herunder det sidste år som administrerende direktør for tv-kanalen.
Vendte i 1998 tilbage som sportschef på DR, men blev i 2003 fyret da det kom frem, at han som ludoman havde brugt DR's penge til at spille for gennem en årrække. Blev ved retten kendt skyldig i dokumentfalsk, mandatsvig samt bedrageri og straffet med betinget fængsel i 1 år og tre måneder plus tre måneders ubetinget fængsel og 240 timers samfundstjeneste.
Fra 2005 arbejdede han ved TV2-Bornholm og i sine sidste år 2008-2012 havde han arbejde ved TV2 Nyhederne i København. 